# سد ملاق
سد ملاق أو سد وادي ملاق أو سد نبر على وادي ملاق الذي ينبع بالأراضي الجزائرية ويقع على بعد 7 كلم من نبر.
- أقيم هذا السد خلال الفترة الاستعمارية فيما بين 1949 و1956.
- يبلغ ارتفاعه 65 مترا.
- يهدف هذا السد إلى التحكم في منسوب وادي ملاق وري حوض وادي مجردة وإنتاج الطاقة الكهرومائية بحوالي 5 ملايين كيلواط/ساعة سنويا.[1][2]